# Eboràcum
Eboràcum (en llatí Ebŏrācum) és una antiga ciutat romana fortificada a la província de la Britànnia. Es trobava on ara hi ha la ciutat de York, a North Yorkshire (Anglaterra).

## Anècdota
El nom de la ciutat de Nova York de vegades es tradueix per Novum Eboracum en llatí contemporani, a causa d'aquestes arrels històriques.